# Dům čp. 356 (Štramberk)
Dům čp. 356 stojí na ulici Dolní ve Štramberku v okrese Nový Jičín. Roubený dům byl postaven roce 1821. Byl zapsán do Ústředního seznamu kulturních památek ČR před rokem 1988 a je součástí městské památkové rezervace.

## Historie
Podle urbáře z roku 1558 bylo na náměstí postaveno původně 22 domů s dřevěným podloubím, kterým bylo přiznáno šenkovní právo, a sedm usedlých na předměstí. Uprostřed náměstí stál pivovar. V roce 1614 je uváděno 28 hospodářů, fara, kostel, škola a za hradbami 19 domů. Za panování jezuitů bylo v roce 1656 uváděno 53 domů. První zděný dům čp. 10 byl postaven na náměstí v roce 1799. V roce 1855 postihl Štramberk požár, při němž shořelo na 40 domů a dvě stodoly. V třicátých letech 19. století stálo nedaleko náměstí ještě dvanáct dřevěných domů.
Původní roubený dům čp. 356 byl postaven roce 1821. V 19. století byla k uliční podezdívce přistavěna roubená část, která sloužila jako chlév, kůlna nebo seník. Objekt je příkladem původní předměstské zástavby ve Štramberku.

## Stavební podoba
Dům je přízemní roubená stavba na obdélném půdorysu, je orientovaná štítovou stranou do ulice. Dispozice je trojdílná s velkou síní a dvou jizbách. Stavba je roubená z tesaných kuláčů. Je postavena na vysoké kamenné omítané podezdívce, která vyrovnává prudkou svahovou nerovnost. V podezdívce je klenutý sklepní prostor přístupný z uliční strany, který byl využíván jako chlév a hospodářský prostor. Později k podezdívce byla přistavěna roubená přístavba s pultovou střechou krytou pálenými taškami. Štítové průčelí je trojosé s kaslíkovými okny v prostých rámech. Okapové strany jsou dvouosé. Ke vstupu v levé okapové straně vede podél zdi z ulice kamenné schodiště. Zadní část, která je přisazena ke svahu, je zděná. Štíty jsou trojúhelníkové svisle bedněné s laťováním a podlomenicí v patě štítu. V uličním hlavním štítu je kabřinec s datací stavitele a stavby. Na záklopové desce je nápis IHS – Stawitel tohoto domu – Johan Halamik Roku 1821. Střecha je vysoká sedlová krytá šindelem.